# Esemephe tumi
Esemephe tumi là một loài bọ cánh cứng trong họ Tenebrionidae. Loài này được W.E.Steiner miêu tả khoa học năm 1980.